# Canale 5
Canale 5 este un canal privat de televiziune disponibil în Italia la nivel național care a transmis prima dată în 1980. Aparține grupului media Mediaset (operatorul principal de televiziune privată din Italia).
Este un canal de televiziune generalist, transmițând emisiuni informative, de divertisment și evenimente sportive.